# Palazzo dei Cartelloni
A Palazzo dei Cartelloni vagy Palazzo Viviani palota Firenze történelmi központjában.

## Története
A palotát a matematikus Vincenzo Viviani építette a 17. század végén. Az ő rendeletére készültek el a homlokzatot díszítő latin nyelvű feliratok, amelyek Galileo Galilei munkásságának állítanak emléket. Az épületet Giovan Battista Nelli tervezte. Az épületet díszítő Galilei-szobor Giovanni Caccini műve. Viviani halála után (1703) a palota Paolo Panzanini apát tulajdonába került, majd 1733-ban a tervezője, Nelli vásárolta meg. A következő századokban a palota többször is tulajdonost cserélt. Napjainkban az amerikai Studio Art Centers International nonprofit egyesület székhelye, amely szépművészeti tanfolyamokat tart diákoknak.

## Leírása
Nevét a bejárat két oldalán található kőtábláról (cartellone) kapta, amelyre a Galileit dicsőítő feliratok vannak felvésve. Az épület közepén egy kis kert található. A palota belső termeit a századok során többször is átalakították. Freskóinak és kazettás mennyezeteinek többsége 19. századi. Figyelemre méltóak az első emelet trompe-l’œil freskói.